# Casa di Carlo Goldoni
La casa di Carlo Goldoni è un museo di Venezia, facente parte della Fondazione Musei Civici di Venezia. È ospitato in palazzo Centani, in San Polo 2793.

## Storia
Il palazzo, una delle residenze di Carlo Goldoni a Venezia, venne acquistato da un comitato di cittadini nel 1914, e donato alla città nel 1931. Dal 1953 ospitò l'Istituto di studi teatrali "Casa Goldoni", che è stato riallestito e restaurato come museo in anni recenti. Una prima fase dei lavori, conclusasi negli anni novanta, ha interessato l'adeguamento della sede dal punto di vista strutturale e della messa in sicurezza, compreso un nuovo corpo scale e un ascensore per i disabili. La seconda fase, dal 1999, ha interessato l'ampliamento e il riallestimento degli spazi espositivi, compresa una razionalizzazione della biblioteca al secondo piano dell'edificio.

## Descrizione
Il palazzo è organizzato su un cortile con una vera da pozzo decorata da teste leonine e una scala scoperta del XV secolo. Il museo vero e proprio si trova al primo piano, disposto su tre sale. Vi sono rappresentate tramite cimeli, arredi, dipinti, illustrazioni di commedie goldoniane e pannelli esplicativi la vita e l'opera di Carlo Goldoni, e il contesto del teatro e della società veneziana del XVIII secolo. Spicca nell'allestimento una sala dedicata alle marionette, in cui è ricostruito il teatrino di palazzo Grimani ai Servi, comprendente una trentina di marionette originali del XVIII secolo.

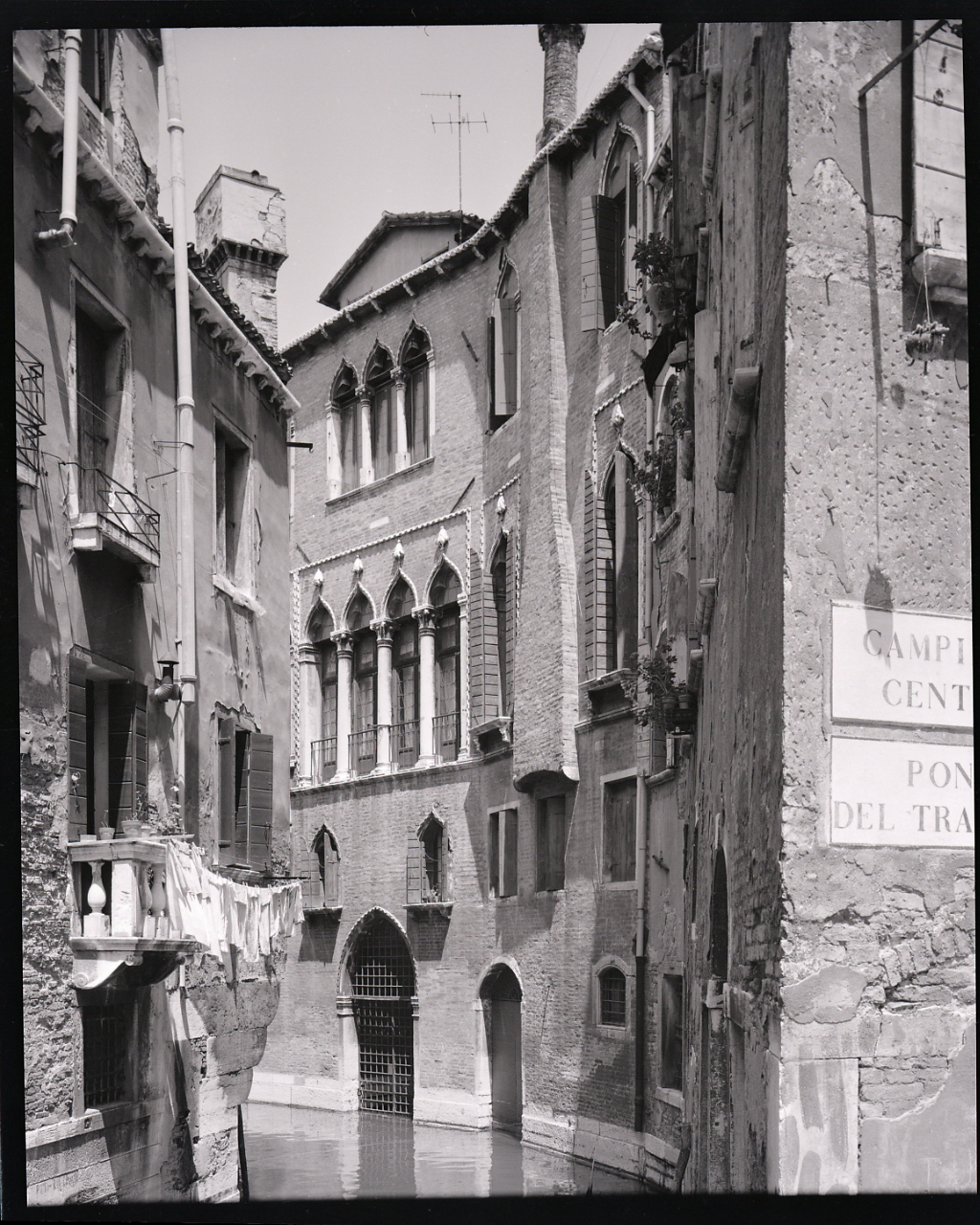
Il palazzo in una foto di Paolo Monti del 1967
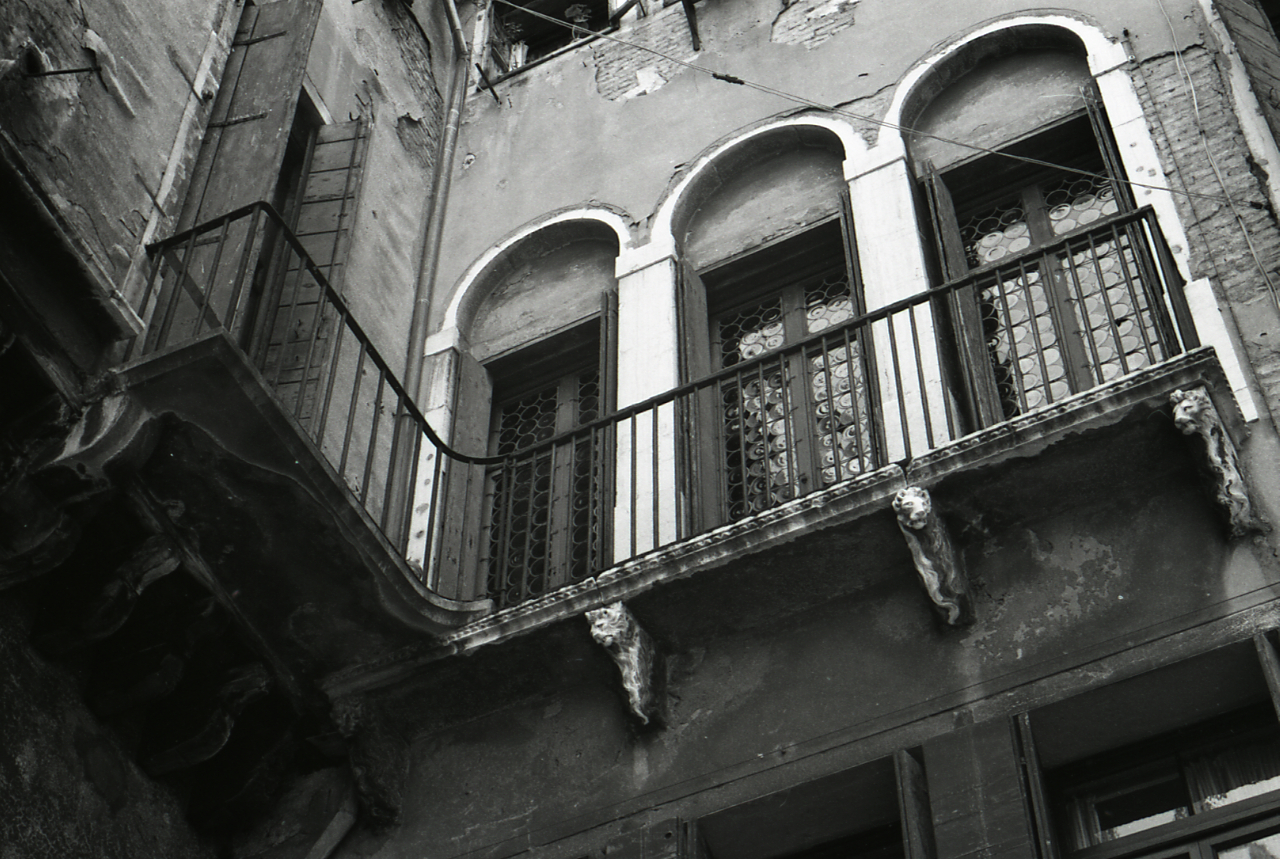
Il cortile, dettaglio. Foto di Paolo Monti, 1968
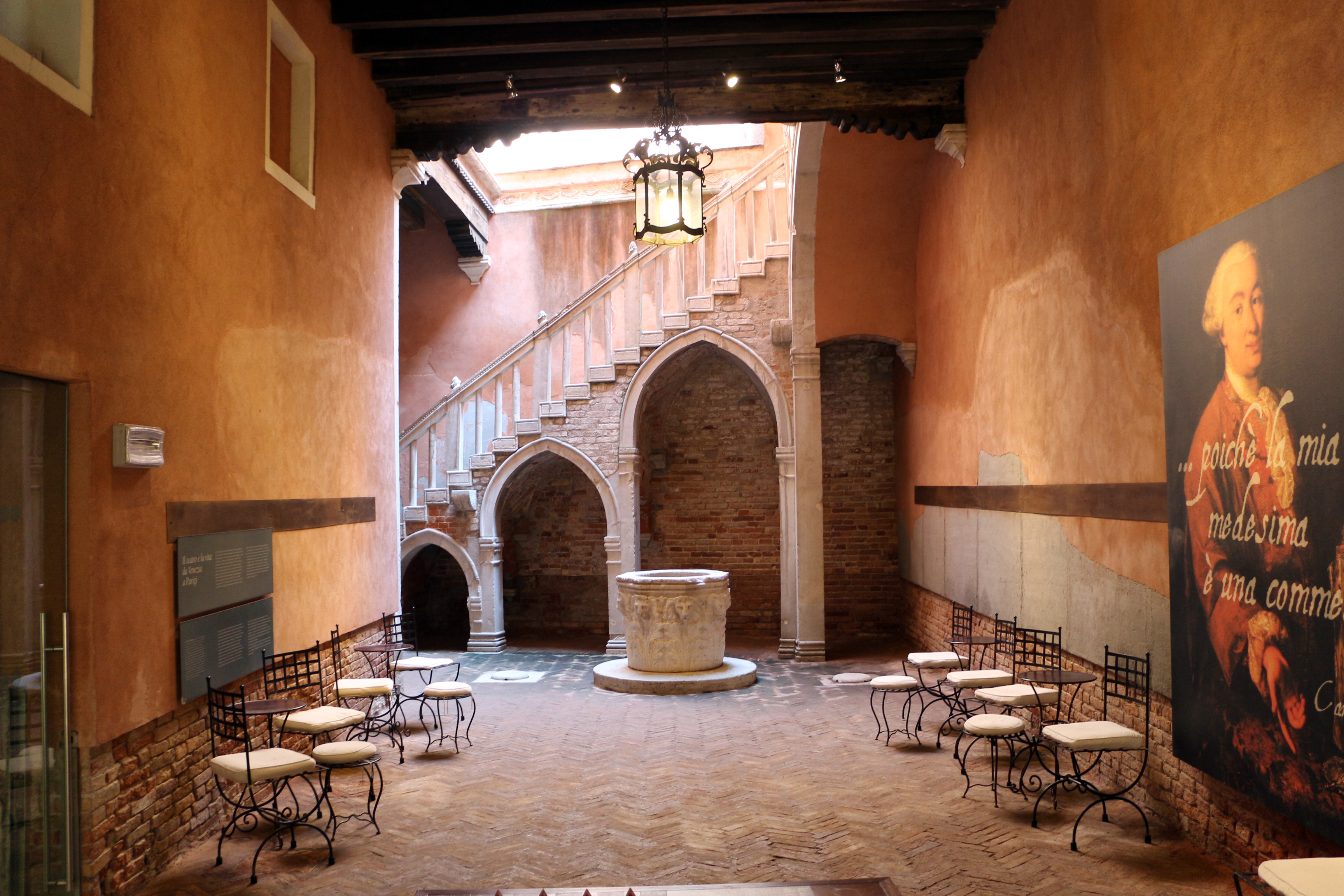
Il cortile
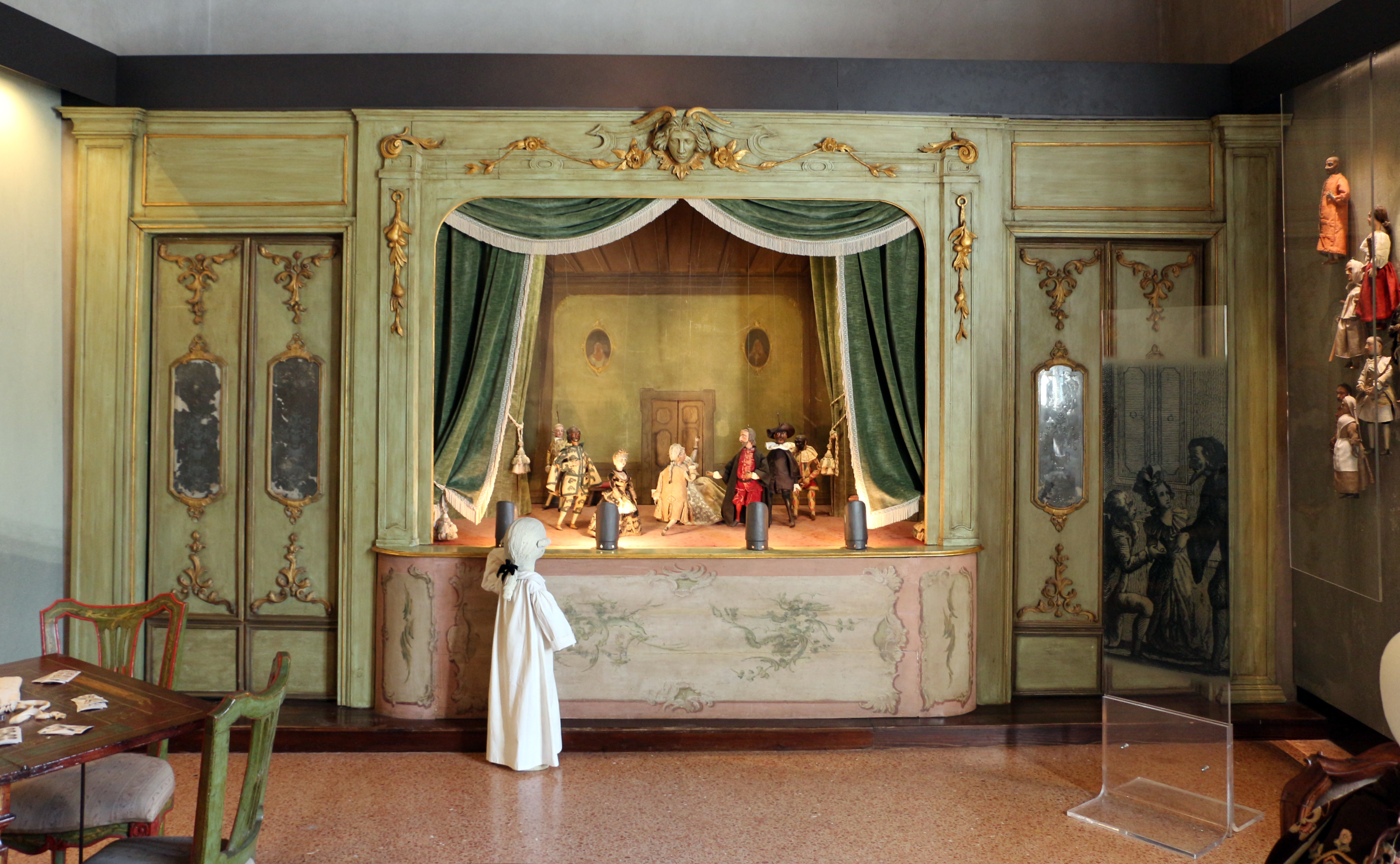
Il teatrino delle marionette